# Cratere Zunil
Zunil  è un cratere sulla superficie di Marte.